# Selentetrachlorid
Selentetrachlorid ist eine anorganische chemische Verbindung des Selens aus der Gruppe der Chloride.

## Gewinnung und Darstellung
Selentetrachlorid kann durch Reaktion von Selen mit Chlor gewonnen werden.
{\displaystyle \mathrm {Se+2\ Cl_{2}\longrightarrow SeCl_{4}} }

## Eigenschaften
Selentetrachlorid ist ein farbloser bis gelblicher feuchtigkeitsempfindlicher Feststoff mit stechendem Geruch, der sich mit Wasser und an feuchter Luft zu Seleniger Säure und Salzsäure zersetzt.
{\displaystyle \mathrm {SeCl_{4}+3\ H_{2}O\longrightarrow H_{2}SeO_{3}+4\ HCl} }
Beim Erhitzen sublimiert Selentetrachlorid. Im geschlossenen Rohr schmilzt es bei etwa 305 °C zu einer dunkelroten Flüssigkeit. Es kristallisiert kubisch in der Raumgruppe P43n (Raumgruppen-Nr. 218) mit dem Gitterparameter a = 16,433 Å. Auch eine metastabile, monokline Struktur ist bekannt (Raumgruppe C2/c (Nr. 15), a = 16,548, b = 9,81, c = 15,029 Å, β = 116,95°). In konzentrierter Salzsäure bildet SeCl4 mit Alkalichloriden Hexachloroselenate(IV), wie z. B. das gelbe Caesiumhexachloroselenat(IV) Cs2[SeCl6].